# マーガレット・キャンベル
マーガレット・キャンベル（Margaret Campbell、1883年4月24日 - 1939年6月27日）は、アメリカ合衆国の女優。無声映画期に活動し、性格俳優として知られていたが、自分の息子に殺害された。

## 経歴
ミズーリ州セントルイス生まれ。俳優の集団ブラムホール・プレイヤーズ(Bramhall Players)の主要な女優として活躍し、1910年代初期にブロードウェイで『ハムレット』と『ヴェニスの商人』のリバイバル版に出演した。
後にキャンベルは、ドイツ出身で当時彼女の夫であった俳優ジョセフ・スウィッカード(en:Josef Swickard)に従って映画界に入り、大抵の場合はかなり威厳のある女性役を演じた。キャンベルはトーキー時代の到来を期に、銀幕から身を引いている。　

## 死
引退後は、ロサンゼルス・シティー・カレッジで演劇を指導していた。
1939年、キャンベルは自身の息子によって殺害された。キャンベルは性的暴行を加えられた上、ハンマーで撲殺された。息子は他に当時32歳のロシア人のダンサー、アーニャ・ソソイェヴァ（Anya Sosoyeva）殺害と、当時18歳の女優デリア・ボガード（Delia Bogard）への暴行の罪で起訴された。後にダンサー殺害及び女優暴行については、デウィット・クリントン・クック（DeWitt Clinton Cook）と言う元業界紙記者の男が逮捕され、1941年1月31日にサン・クウェンティン刑務所のガス室で処刑されている。
これらの襲撃は、大学の構内で発生したのだった。

## 主な出演作品

### 映画
- 『浮名を立てたリスル嬢』 The Notorious Miss Lisle(1920年)
- 『悲しき情歌』 In the Heart of a Fool(1920年)
- 『虚言を吐く唇』 Lying Lips(1921年)
- 『侠骨男児』 Don't Shoot(1922年)
- 『人生の曙』 Top o' the Morning(1922年)
- 『死の勝利』 Legally Dead(1923年)
- 『宇宙突破』 The Fast Worker(1924年)
- 『家庭円満』 The Home Maker(1925年)
- 『デニーのナポレオン』 One Hysterical Night(1929年)

### 舞台
- Kassa(1909年)
- ハムレット(1913年)
- ヴェニスの商人(1913年)
- Keeping Up Appearances(1917年、1918年)
- Difference in Gods(1917年)
- The Silent Assertion(1918年)
- Lightnin'(1921年)